# Blodveien (film)
Pour plus de détails, voir Fiche technique et Distribution.
Blodveien est un film norvégo-yougoslave réalisé par Kåre Bergstrøm, sorti en 1955.

## Fiche technique
- Titre original : Blodveien
- Réalisation : Kåre Bergstrøm
- Scénario :
- Musique :
- Production :
- Pays d'origine : Norvège
- Langue originale : norvégien
- Genre : Drame et guerre
- Durée : 94 minutes
- Dates de sortie : 
  -  Norvège : 1955

## Distribution
- Ola Isene : Ketil
- Andreas Bjarke : Ivar
- Tom Tellefsen : Magnar
- Helge Essmar : Guttorm